# ال پنول (نارینو)
ال پنول (انگلیسی: El Peñol, Nariño) یک منطقه مسکونی در کلمبیا است.